# Tischtennis in Belgien
Der belgische Tischtennisverband (Fédération Royale Belge de Tennis de Table (FRBTT) – Koninklijke Belgische Tafeltennisbond (KBTTB)) wurde am 19. Dezember 1931 gegründet und organisiert seit 1932 Tischtennismeisterschaften. 1931/32 trat er dem Weltverband ITTF bei. 1978 wurde der Verband in einen französischsprachigen und einen flämischen Flügel geteilt.
Der nationale Verband ist zusätzlich noch in 10 Provinzialverbände aufgeteilt, die Wettbewerbe auf Provinzebene organisieren.

## Organisation

### Vereine
Im Jahre 2022 gibt es in Belgien 533 Tischtennisvereine, die dem Tischtennisverband angeschlossen sind. Insgesamt zählen die Vereine ungefähr 25.000 Mitglieder.
| Saison  | Aktive Vereine | Aktive Mitglieder |
| ------- | -------------- | ----------------- |
| 2016/17 | 630            | 25602             |
| 2017/18 | 633            | 25525             |
| 2018/19 | 550            | 25812             |
| 2019/20 | 545            | 26346             |
| 2020/21 | 537            | 23844             |
| 2021/22 | 533            | 24975             |
| 2022/23 | 533            | 25139             |
| 2023/24 | 538            | 25080             |
| 2024/25 | 533            | 25969             |

### Spielerklassierungen
Jeder Spieler erhält vom nationalen bzw. provinzialen Verband eine Einzelklassierung. In der ersten Saison spielt man noch als nicht klassierter Spieler. Ab der zweiten Saison wird aufgrund der Resultate der vorherigen Saison eine Klassierung berechnet. Diese Berechnung findet auch für alle klassierten Spieler jährlich nach Saisonsende statt.
Die schwächste Klassierung ist E6, gefolgt von E4, E2 und E0. Dann folgen D6, D4, D2, D0 usw. bis B0. Die A-Klassierungen sind anders aufgebaut. Die 25 besten belgischen Spieler bekommen eine A-Klassierung in der Rangfolge A25, A24, A23…A1, wobei A1 die Klassierung des besten belgischen Spielers ist.

## Tischtennismeisterschaft

### Vereinsmeisterschaften
Die Vereinsmeisterschaften sind in mehreren Ligen aufgebaut.
Auf der untersten Stufe befinden sich die Provinzklassen. Jede der zehn belgischen Provinzen hat einen Provinzialverband, der je nach Anzahl Mannschaften die provinzialen Meisterschaften zwischen 5 und 7 Provinzklassen bei den Herren und 1 bis 4 bei den Damen aufteilt. Die erste Provinzklasse ist die höchste Stufe auf Provinzebene.
Die Aufsteiger der 1. Provinzklassen spielen auf regionalem Niveau weiter.
Mannschaften wallonischer Provinzen spielen in der wallonischen Regionalliga, und Mannschaften flämischer Provinzen in der flämischen Regionalliga.
Die Aufsteiger der Regionalligen spielen in der nationalen Liga weiter.
Hier gibt es die 2. Nationale, die 1. Nationale und auf der höchsten Ebene die Superdivision, die auch den belgischen Vereinsmeister stellt.
Royal Villette Charleroi ist der Rekordmeister mit 35 Meistertiteln. In den Jahren 2001, 2002, 2003, 2004 und 2007 gewann er auch die European Champions League, und 2001 die einmalig ausgetragene Clubweltmeisterschaft. Hinzu kommen noch zwei Siege im Europapokal der Landesmeister 1994 und 1996.
Die Spielzeiten 2019/20 und 2020/21 wurden wegen der COVID-19-Pandemie nicht vollständig ausgetragen. In der Saison 2019/20 standen bei den Herren drei Mannschaften punktgleich an der Spitze, sodass kein Meister ermittelt werden konnte. Die Saison 2020/21 wurde schon nach wenigen Spielen wieder abgebrochen.

#### Übersicht der belgischen Vereinsmeister
| Saison  | Herren                                | Damen                           |
| ------- | ------------------------------------- | ------------------------------- |
| 1932/33 | P.P.C. Liégeois                       | C.T.T. Tennis Couvert Bruxelles |
| 1933/34 | Cercle Saint-Sauveur Bruxelles        | Cercle Saint-Sauveur Bruxelles  |
| 1934/35 | C.T.T. Bruxelles                      | C.T.T. Bruxelles                |
| 1935/36 | Excelsior Tournai                     | C.T.T. Bruxelles                |
| 1936/37 | P.P. Villette Charleroi               | La Raquette Bruxelles           |
| 1937/38 | P.P. Villette Charleroi               | Rasante T.C. Bruxelles          |
| 1938/39 | Albert 1er Bruxelles                  | La Raquette Bruxelles           |
| 1939/40 | P.P. Villette Charleroi               | C.T.T. Charleroi                |
| 1940/41 | Triton's T.T.C. Bruxelles             | Triton's T.T.C. Bruxelles       |
| 1941/42 | Triton's T.T.C. Bruxelles             | Triton's T.T.C. Bruxelles       |
| 1942/43 | Bonzo P.P.C. Liège                    | P.P.C. Chimay                   |
| 1943/44 | Kein Meister                          | Triton's T.T.C. Bruxelles       |
| 1944/45 | Keine Meisterschaft                   | Keine Meisterschaft             |
| 1945/46 | P.P. Villette Charleroi               | Panthéon C.T.T. Bruxelles       |
| 1946/47 | P.P. Villette Charleroi               | C.P.P. La Palette Bruxelles     |
| 1947/48 | P.P. Villette Charleroi               | C.P.P. La Palette Bruxelles     |
| 1948/49 | C.S. Fleur Bleue Bruxelles            | Panthéon C.T.T. Bruxelles       |
| 1949/50 | C.P.P. La Palette Bruxelles           | Panthéon C.T.T. Bruxelles       |
| 1950/51 | C.P.P. La Palette Bruxelles           | Panthéon C.T.T. Bruxelles       |
| 1951/52 | C.P.P. La Palette Bruxelles           | Panthéon C.T.T. Bruxelles       |
| 1952/53 | C.S. Fleur Bleue Bruxelles            | Panthéon C.T.T. Bruxelles       |
| 1953/54 | C.S. Fleur Bleue - Triton's Bruxelles | Panthéon C.T.T. Bruxelles       |
| 1954/55 | C.S. Fleur Bleue - Triton's Bruxelles | Panthéon C.T.T. Bruxelles       |
| 1955/56 | C.S. Fleur Bleue - Triton's Bruxelles | Atlantic T.T.C. Antwerpen       |
| 1956/57 | C.S. Fleur Bleue - Triton's Bruxelles | Royal Panthéon C.T.T. Bruxelles |
| 1957/58 | K.S.C. Maccabi Antwerpen              | Royal Panthéon C.T.T. Bruxelles |
| 1958/59 | C.P.P. La Palette Bruxelles           | Royal Panthéon C.T.T. Bruxelles |
| 1959/60 | K.S.C. Maccabi Antwerpen              | Royal Panthéon C.T.T. Bruxelles |
| 1960/61 | Palette XL Ixelles                    | Royal Panthéon C.T.T. Bruxelles |
| 1961/62 | C.T.T. Royal Standard Club Liège      | Palette XL Ixelles              |
| 1962/63 | C.T.T. Royal Standard Club Liège      | Palette XL Ixelles              |
| 1963/64 | C.T.T. Royal Standard Club Liège      | Palette XL Ixelles              |
| 1964/65 | C.T.T. Royal Standard Liège           | Palette Racing White Bruxelles  |
| 1965/66 | C.T.T. Royal Standard Liège           | Palette Racing White Bruxelles  |
| 1966/67 | C.T.T. Royal Standard Liège           | Palette Racing White Bruxelles  |
| 1967/68 | K.S.C. Maccabi Antwerpen              | Palette Racing White Bruxelles  |
| 1968/69 | C.T.T. Royal Standard Liège           | Palette Racing White Bruxelles  |
| 1969/70 | K.S.C. Maccabi Antwerpen              | T.T.C. Small Street Gent        |
| 1970/71 | K.S.C. Maccabi Antwerpen              | C.T.T. Alpa Bruxelles           |
| 1971/72 | K.S.C. Maccabi Antwerpen              | C.T.T. Alpa Bruxelles           |
| 1972/73 | K.S.C. Maccabi Antwerpen              | C.T.T. Alpa Bruxelles           |
| 1973/74 | C.S. Le Logis Boitsfort               | Palette Club Stave              |
| 1974/75 | C.S. Le Logis Boitsfort               | Palette Club Stave              |
| 1975/76 | C.T.T. Rouillon                       | Palette Club Stave              |
| 1976/77 | K.S.C. Maccabi Antwerpen              | Palette Club Stave              |
| 1977/78 | Palette Ham                           | Palette Club Stave              |
| 1978/79 | K.S.C. Maccabi Antwerpen              | Palette Club Stave              |
| 1979/80 | Palette Ham                           | Palette Club Stave              |
| 1980/81 | Palette Ham                           | Palette Club Stave              |
| 1981/82 | Palette Ham                           | C.T.T. Corenne                  |
| 1982/83 | Royal Villette Charleroi              | Royal Smash Panthéon            |
| 1983/84 | Royal Villette Charleroi              | C.T.T. Corenne                  |
| 1984/85 | Royal Villette Charleroi              | C.T.T. Corenne                  |
| 1985/86 | Royal Villette Charleroi              | C.T.T. Corenne                  |
| 1986/87 | Donald Heuseux                        | C.T.T. Corenne                  |
| 1987/88 | Royal Villette Charleroi              | C.T.T. Corenne                  |
| 1988/89 | Royal Villette Charleroi              | C.S. Le Logis Auderghem         |
| 1989/90 | Royal Villette Charleroi              | CTT Corenne                     |
| 1990/91 | Royal Villette Charleroi              | CTT Corenne                     |
| 1991/92 | Royal Villette Charleroi              | CTT Corenne                     |
| 1992/93 | Royal Villette Charleroi              | ETT Centre Manage               |
| 1993/94 | Royal Villette Charleroi              | ETT Centre Manage               |
| 1994/95 | Royal Villette Charleroi              | CTT Corenne                     |
| 1995/96 | Royal Villette Charleroi              | Royal Villette Charleroi        |
| 1996/97 | Royal Villette Charleroi              | Royal Villette Charleroi        |
| 1997/98 | Royal Villette Charleroi              | Amicale 54 Aywaille             |
| 1998/99 | Royal Villette Charleroi              | CTT Royal Alpa Ixelles          |
| 1999/00 | Royal Villette Charleroi              | Amicale 54 Aywaille             |
| 2000/01 | Royal Villette Charleroi              | Stokrooie                       |
| 2001/02 | Royal Villette Charleroi              | TTC Hasselt                     |
| 2002/03 | Royal Villette Charleroi              | TTC Hasselt                     |
| 2003/04 | Royal Villette Charleroi              | TTC Hasselt                     |
| 2004/05 | Royal Villette Charleroi              | TTC Hasselt                     |
| 2005/06 | Royal Villette Charleroi              | Vervia                          |
| 2006/07 | Royal Villette Charleroi              | Century 21 Virton               |
| 2007/08 | Royal Villette Charleroi              | Century 21 Virton               |
| 2008/09 | Royal Villette Charleroi              | AFP Antwerpen                   |
| 2009/10 | Royal Villette Charleroi              | AFP Antwerpen                   |
| 2010/11 | Royal Villette Charleroi              | AFP Antwerpen                   |
| 2011/12 | Royal Villette Charleroi              | AFP Antwerpen                   |
| 2012/13 | Logis Auderghem                       | Immo Mortsel                    |
| 2013/14 | Logis Auderghem                       | CTT Minerois                    |
| 2014/15 | Nodo                                  | AFP Antwerpen                   |
| 2015/16 | Logis Auderghem                       | AFP Antwerpen                   |
| 2016/17 | Logis Auderghem                       | PW Diest                        |
| 2017/18 | PW Diest                              | AFP Antwerpen                   |
| 2018/19 | PW Diest                              | AFP Antwerpen                   |
| 2019/20 | Kein Meister                          | TT Vedrinamur                   |
| 2020/21 | Kein Meister                          | Kein Meister                    |
| 2021/22 | PW Diest                              | TT Malonne                      |
| 2022/23 | PW Diest                              | TT Vedrinamur                   |
| 2023/24 | PW Diest                              | TT Vedrinamur                   |
| 2024/25 | TTC Sokah Hoboken                     | AFP Antwerpen                   |

### Einzelmeisterschaften
Jedes Jahr werden belgische Einzelmeisterschaften organisiert. Rekordmeister ist bisher Jean-Michel Saive, der 25 mal Landesmeister wurde. Bei den Damen ist es Josiane Cornelis-Détaille mit 12 Titeln im Einzel.

#### Übersicht der belgischen Einzelmeister
| Saison | Herren               | Damen                     |
| ------ | -------------------- | ------------------------- |
| 1932   | Robert Eymael        | Marguerite Dumonceau      |
| 1933   | Robert Eymael        | Marguerite Dumonceau      |
| 1934   | Maurice Plumier      | ... Cranz                 |
| 1935   | Max Kahn             | Marcelle Zweiffel         |
| 1936   | André Staf           | Marie-Josée Evrard        |
| 1937   | Roger Lejeune        | Mary Stevens              |
| 1938   | André Staf           | Dolly Coucke              |
| 1939   | Pierre Lebrun        | Dolly Coucke              |
| 1940   | André Staf           | Eliane Bolle              |
| 1941   | Max Kahn             | Mady Reuter               |
| 1942   | Raymond Evalenko     | ... Declercq              |
| 1943   | Ernest Weltjens      | Marie-Antoinette Leurquin |
| 1944   | Roger Lejeune        | Marie-Antoinette Leurquin |
| 1945   | nicht ausgetragen    | nicht ausgetragen         |
| 1946   | Roger Lejeune        | Mary Detournay            |
| 1947   | Roger Lejeune        | Mary Detournay            |
| 1948   | Roger Lejeune        | Mary Detournay            |
| 1949   | Roger Lejeune        | Mary Detournay            |
| 1950   | Guy Delabarre        | Josée Wouters             |
| 1951   | Pierre De Kemper     | Ghislaine Roland          |
| 1952   | Jean Buyens          | Mary Detournay            |
| 1953   | Pierre De Kemper     | Josée Wouters             |
| 1954   | Georges Roland       | Josée Wouters             |
| 1955   | Guy Delabarre        | Josée Wouters             |
| 1956   | Georges Roland       | Ghislaine Roland          |
| 1957   | Georges Roland       | Mips Van Kampen           |
| 1958   | Walter Dugardin      | Ghislaine Roland          |
| 1959   | Walter Dugardin      | Mady Van Heghe            |
| 1960   | Walter Dugardin      | Josiane Cornelis          |
| 1961   | Paul Bertrand        | Josiane Cornelis          |
| 1962   | Pierre Juliens       | Josiane Cornelis          |
| 1963   | Pierre Juliens       | Micheline Stas            |
| 1964   | Norbert Van De Walle | Marie-France Petre        |
| 1965   | Pierre Juliens       | Marie-France Petre        |
| 1966   | Norbert Van De Walle | Josiane Cornelis          |
| 1967   | Norbert Van De Walle | Josiane Detaille          |
| 1968   | Norbert Van De Walle | Micheline Stas            |
| 1969   | Norbert Van De Walle | Josiane Detaille          |
| 1970   | José Baudry          | Josiane Detaille          |
| 1971   | Frans Lanckman       | Josiane Detaille          |
| 1972   | Norbert Van De Walle | Josiane Detaille          |
| 1973   | Romain Schalley      | Josiane Detaille          |
| 1974   | Romain Schalley      | Marie-France Germait      |
| 1975   | Frans Bekaert        | Marie-France Germait      |
| 1976   | Daniel Nassaux       | Josiane Detaille          |
| 1977   | Romain Schalley      | Josiane Detaille          |
| 1978   | Daniel Nassaux       | Marie-France Germait      |
| 1979   | Daniel Nassaux       | Marie-France Germait      |
| 1980   | Daniel Nassaux       | Marie-France Germait      |
| 1981   | Daniel Nassaux       | Barbara Lippens           |
| 1982   | Remo De Prophetis    | Barbara Lippens           |
| 1983   | Thierry Cabrera      | Barbara Lippens           |
| 1984   | Remo De Prophetis    | Barbara Lippens           |
| 1985   | Jean-Michel Saive    | Karine Bogaerts           |
| 1986   | Jean-Michel Saive    | Karine Bogaerts           |
| 1987   | Jean-Michel Saive    | Karine Bogaerts           |
| 1988   | Jean-Michel Saive    | Sophie Thirion            |
| 1989   | Jean-Michel Saive    | Karine Bogaerts           |
| 1990   | Thierry Cabrera      | Karine Bogaerts           |
| 1991   | Thierry Cabrera      | Cécile Ozer               |
| 1992   | Jean-Michel Saive    | Els Billen                |
| 1993   | Philippe Saive       | Els Billen                |
| 1994   | Jean-Michel Saive    | Cécile Ozer               |
| 1995   | Jean-Michel Saive    | Els Billen                |
| 1996   | Jean-Michel Saive    | Cécile Ozer               |
| 1997   | Jean-Michel Saive    | Cécile Ozer               |
| 1998   | Jean-Michel Saive    | Cécile Ozer               |
| 1999   | Jean-Michel Saive    | Martine Hubert            |
| 2000   | Jean-Michel Saive    | Martine Hubert            |
| 2001   | Jean-Michel Saive    | Martine Hubert            |
| 2002   | Jean-Michel Saive    | Karine Bogaerts           |
| 2003   | Philippe Saive       | Cécile Ozer               |
| 2004   | Jean-Michel Saive    | Cécile Ozer               |
| 2005   | Jean-Michel Saive    | Karen Opdencamp           |
| 2006   | Jean-Michel Saive    | Karen Opdencamp           |
| 2007   | Jean-Michel Saive    | nicht ausgetragen         |
| 2008   | Jean-Michel Saive    | Karen Opdencamp           |
| 2009   | Jean-Michel Saive    | Laurence Junker           |
| 2010   | Yannick Vostes       | Karen Opdencamp           |
| 2011   | Jean-Michel Saive    | Karen Opdencamp           |
| 2012   | Jean-Michel Saive    | Daria Mityukova           |
| 2013   | Jean-Michel Saive    | Nathalie Marchetti        |
| 2014   | Jean-Michel Saive    | Nathalie Marchetti        |
| 2015   | Lauric Jean          | Nathalie Marchetti        |
| 2016   | Lauric Jean          | Daria Mityukova           |
| 2017   | Cedric Nuytinck      | Eline Loyen               |
| 2018   | Cedric Nuytinck      | Lisa Lung                 |
| 2019   | Cedric Nuytinck      | Margo Degraef             |
| 2020   | Cedric Nuytinck      | Lisa Lung                 |
| 2021   | Nicht ausgetragen    | Nicht ausgetragen         |
| 2022   | Cedric Nuytinck      | Nathalie Marchetti        |
| 2023   | Adrien Rassenfosse   | Daria Mityukova           |
| 2024   | Florent Lambiet      | Nathalie Marchetti        |
| 2025   | Cédric Nuytinck      | Nathalie Marchetti        |

## Belgische Erfolge bei Welt- und Europameisterschaften

### Weltmeisterschaften
| Jahr | Medaille | Wettkampf         | Spieler                                                                           |
| ---- | -------- | ----------------- | --------------------------------------------------------------------------------- |
| 1947 | Bronze   | Damen Doppel      | Mary Detournay-Stevens/Josee Wouters                                              |
| 1993 | Silber   | Herren Einzel     | Jean-Michel Saive                                                                 |
| 2001 | Silber   | Herren Mannschaft | Jean-Michel Saive, Philippe Saive, Andras Podpinka, Martin Bratanov, Marc Closset |

### Europameisterschaften
| Jahr | Medaille | Wettkampf         | Spieler                                                                            |
| ---- | -------- | ----------------- | ---------------------------------------------------------------------------------- |
| 1960 | Bronze   | Herren Doppel     | Walter Dugardin - Georges Roland                                                   |
| 1990 | Silber   | Mixed Doppel      | Jean-Michel Saive - Gabriella Wirth (Hun)                                          |
| 1992 | Silber   | Herren Einzel     | Jean-Michel Saive                                                                  |
| 1994 | Gold     | Herren Einzel     | Jean-Michel Saive                                                                  |
| 1994 | Silber   | Herren Doppel     | Jean-Michel Saive - Zoran Primorac (Cro)                                           |
| 1994 | Bronze   | Mixed Doppel      | Lucjan Błaszczyk (Pol) - Els Billen                                                |
| 2005 | Silber   | Herren Einzel     | Jean-Michel Saive                                                                  |
| 2008 | Bronze   | Herren Mannschaft | Jean-Michel Saive, Martin Bratanov, Yannick Vostes, Benjamin Rogiers, Kilomo Vitta |